# Jaguar XJ220 (videogioco)
Jaguar XJ220 è un simulatore di guida per Amiga sviluppato da Core Design nel 1992. Nel 1993 uscì una versione per Sega Mega CD, con molte differenze dall'originale. Il videogioco è basato su licenza ufficiale di Jaguar automobili.
All'epoca di solito fu un grosso successo di critica, specialmente nella versione Amiga.

## Modalità di gioco
Il gioco è un simulatore di guida con visuale tridimensionale in terza persona da dietro la vettura. Si può giocare in singolo o in multigiocatore a due, con schermo diviso a metà orizzontalmente. In modalità singolo bisogna piazzarsi al primo posto per proseguire con i livelli. Durante il gioco, gli avversari sono auto palesemente somiglianti a Porsche e Ferrari. Si gareggia in 32 tracciati in tutto il mondo come: Egitto, Scozia, Brasile. Inoltre si possono incontrare condizioni climatiche avverse come pioggia, neve e tempesta di sabbia. Durante il gioco vengono citate altre famose marche automobilistiche anche come avversari in corsa, sono: Bugatti, Corvette, Ferrari, Lamborghini e Porsche e le loro auto in corsa rispecchiano quelle reali.